# Fizeș, Caraș-Severin
Fizeș (maghiară: Krassófüzes) este un sat în comuna Berzovia din județul Caraș-Severin, Banat, România.
În 1992 în localitatea Fizeș au locuit 1072 de persoane din care 84,7% români, 12,4% maghiari, 1,3% germani și 1,3% slovaci.
Orașul este înfratit cu orașul francez Notre-Dame-d'Oé (orașul care se găsește în centrul franței).

## Personalități
- Aici s-a născut pictorul bănățean Ioan Zaicu.
- Tot aici s-a nascut poetul Ioan Cârdu (1924-1995), important om de cultură.[1]

## Legături externe

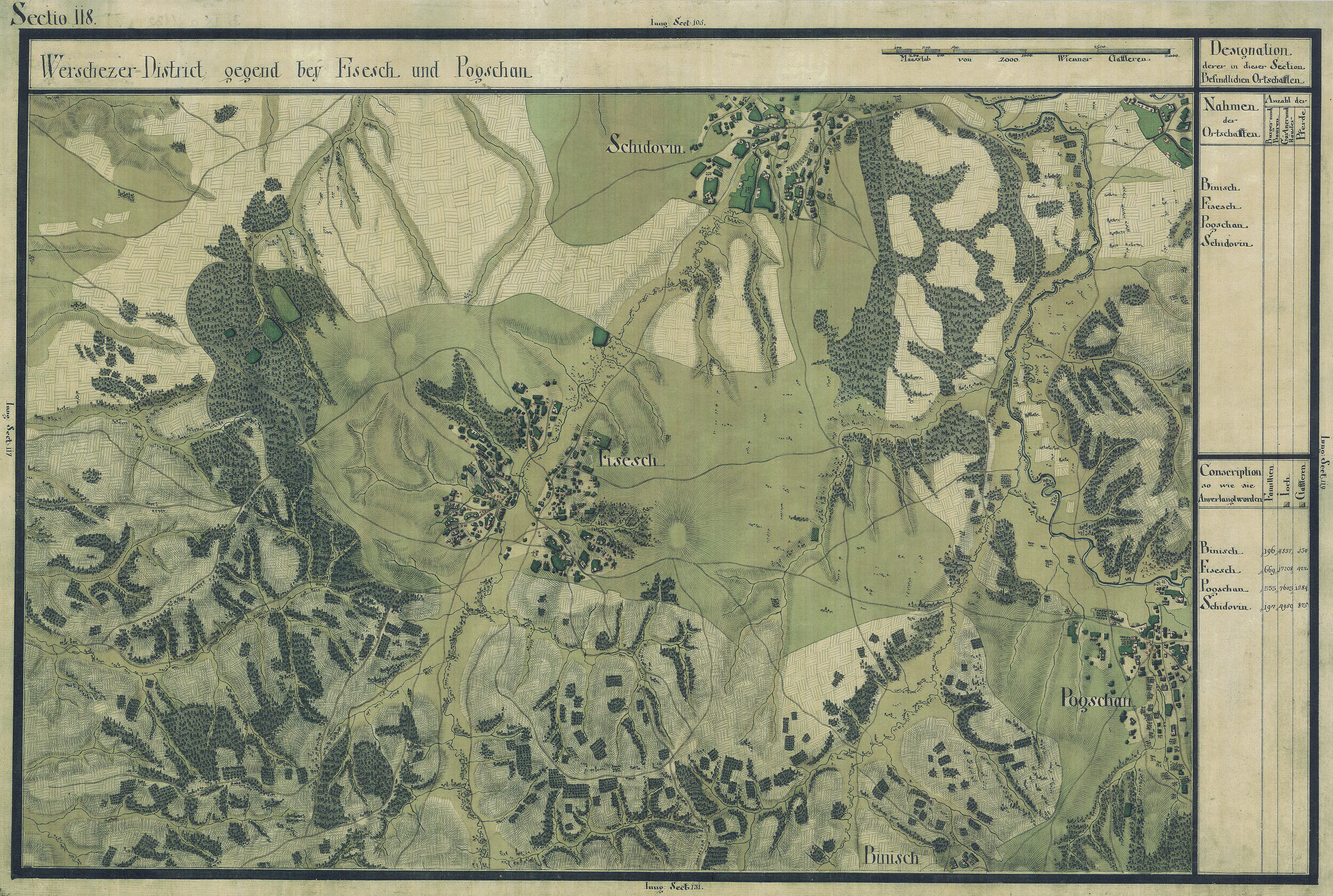
Fizeș în Harta Iosefină a Banatului, 1769-72